# Hürü Meryem Kök
Hürü Meryem Kök (* 1969 in Südostanatolien, Türkei) ist eine deutsche Hörfunkjournalistin.
Kök studierte Politische Wissenschaft, Geschichte und Kulturwissenschaft an der Universität Hamburg. Sie ist Master of Science for International Politics der Londoner School of Oriental and African Studies. Als Autorin ist sie freie Mitarbeiterin der ARD-Hörfunkprogramme.
2008 erhielt Kök, die im Alter von fünf Jahren nach Deutschland kam, für ihr SWR-Feature Mein erstes Wort war Schokolade – Wie ich als Gastarbeiterkind Deutsch lernte (2007) den Medienpreis Civis. Die Jury würdigte den Beitrag über den Spracherwerb türkischstämmiger Kinder als „inhaltlich wie formal herausragendes Feature“.